# Angelo Paradiso
Angelo Paradiso (Roma, 14 febbraio 1977) è un ex calciatore italiano, di ruolo centrocampista.

## Carriera
Cresce calcisticamente nella Lazio. Dopo due stagioni in Serie C2 con il Teramo approda in Serie B dove veste la maglia del Napoli allenato da Renzo Ulivieri. La stagione seguente il debutto in Serie A con il Lecce. Solo poche apparizioni prima di essere ceduto al Cesena. Nel 2001 passa al Ravenna. Dopo un paio di stagioni nella Lucchese si trasferisce in Svizzera, dove disputa una stagione in Challenge League con il Bellinzona prima di arrivare al Chieti dove però nel 2006 viene messo fuori rosa a causa di incomprensioni con l'allenatore. Nel 2006 approda nel campionato maltese, al Birkirkara.
L'anno dopo diventa calciatore del Rieti, squadra che militava in Serie D, esperienza breve e amara per lui, chiusa prima della fine del campionato. Dopo l'esperienza con la squadra reatina, Paradiso viene acquistato dal Poggio Nativo, dove disputerà due modesti campionati. Nel 2009 tenta l'avventura nel campionato regionale spagnolo tra le file dell'Ibiza-Eivissa, ma l'esperienza dura poco a seguito del fallimento del club.  Nel 2015 gioca a Footvolley con la SS Lazio , conquistando con la nazionale il secondo posto nella Coppa del Mondo disputata in Brasile
Controversie
Il 17 marzo 2023 è posto agli arresti domiciliari per stalking ed estorsione nei confronti dell'ex fidanzata, il 20 dicembre dello stesso anno è Assolto dal tribunale di Roma perché il fatto non Sussiste

## Palmarès
- Supercoppa di Malta: 1

Birkirkara: 2006